# 王功漁港

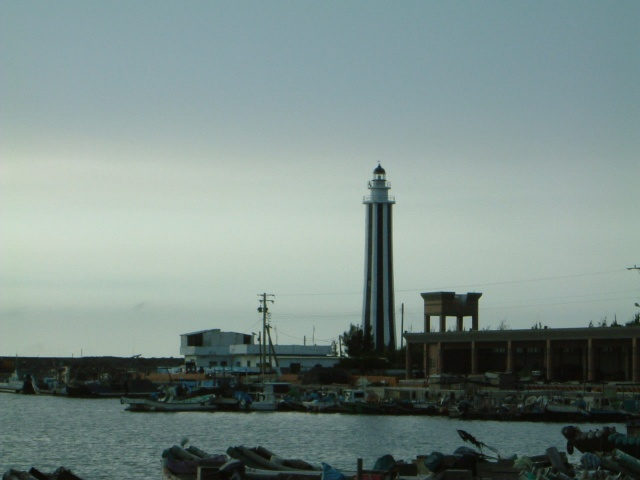
王功燈塔

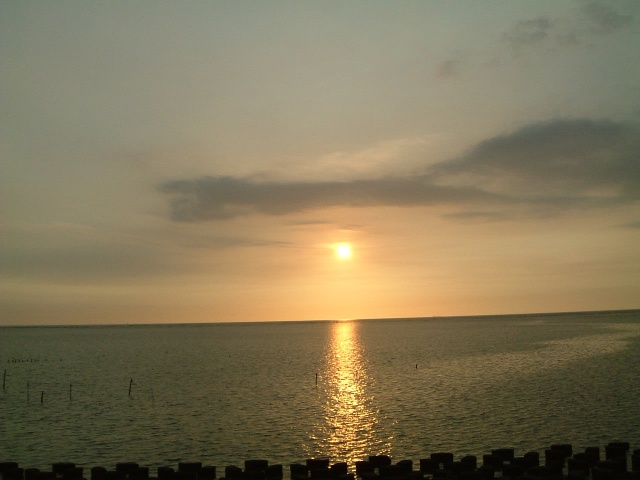
王功夕陽餘暉

王功漁港位於台灣彰化縣芳苑鄉王功西濱沿海，瀕臨台灣海峽，居民大多以近海捕魚及沿海養殖為主，出產蚵仔、鰻魚、蝦、蛤蜊、文蛤、烏魚子等。
王功早在清朝時期就已經是台灣重要及繁榮的港口之一，因此當時有「一府、二鹿、三艋舺、四寶斗、五番挖」之說，「番挖」為現今「芳苑」的古名。

## 著名景點

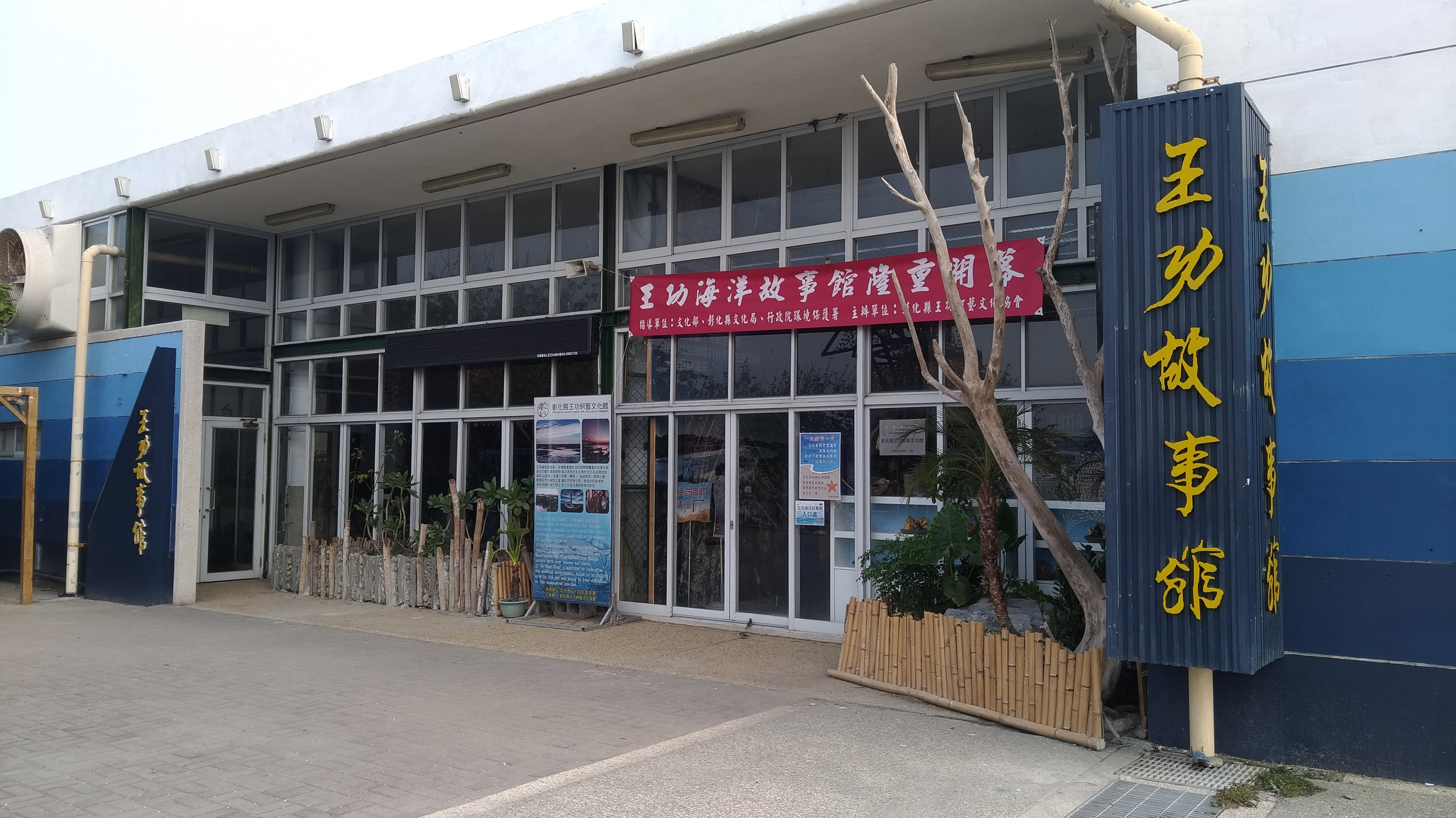
王功海洋故事館，攝於2018年3月

- 王功生態景觀橋：由建築師廖偉立設計，曾榮獲2004年SD REVIEW建築雜誌年度獎[3]。
- 王功海洋故事館：2018年2月8日開幕。
- 芳苑燈塔
- 福海媽.瓔珞霞光[4]
- 福海宮：主祀天上聖母，創立於1812年。